# Natalie Mejia
Natalie Nicole Mejia, född 7 maj 1988, är en amerikansk sångerska och dansös. Mejia var medlem i musikgruppen Girlicious.

## Historia
Natalie är född i och uppväxt i Kalifornien. Mejia första framträdande på nationell TV var som en tävlande på The CW (Pussycat Dolls Present: Girlicious 2008).
Hon har studerat dans från nio års ålder på Millennium Dance Complex och har fått lektioner av Shane Sparks, Wade Robson, och Ken Marquis i hiphop, jazz och lyrical. Hennes favoritartister är Jennifer Lopez och Janet Jackson. 
Innan Girlicious, var Natalie med i två musikaliska grupper - Cherri, där hon var medlem från 2001 till 2003, och Breathe, som bildades 2005 och upplöstes 2007. Natalie spelade in låtar innan Girlicious, med sin gamla grupp Breathe, som kan höras på youtube.
Natalie var en av de tävlande på CW (Pussycat Dolls Present: Girlicious), där hon blev en av de fyra flickorna som bildade gruppen Girlicious. 
I juni 2012 gifte sig Natalie med sin pojkvän, Johnny Robert. Den 1 december 2012 avslöjade Mejia att hon väntade sitt första barn och på grund av sin situation valde hon att välja att inte fortsätta som en del av Pussycat Dolls. Den 11 maj 2013 födde Mejia en dotter, Calista Estrella. Mejia och Robert separerades 2014 av okänd anledning.
Den 25 maj 2016 meddelade Natalie att hon var förlovad med sin pojkvän, Joel Cruz. De gifte sig den 8 januari 2017 och i mars meddelade de att de väntade barn. Barnet föddes den 12 oktober 2017. Det blev en son, Joel Zion.

## Diskografi

### Med Girlicious
Studioalbum
- 2008 – Girlicious
- 2010 – Rebuilt

Singlar
- 2008 – "Like Me"
- 2008 – "Stupid Shit"
- 2008 – "Baby Doll"
- 2010 – "Over You"
- 2010 – "Maniac"
- 2010 – "2 in the Morning"
- 2011 – "Hate Love"

Andra låtar
- 2008 – "Liar Liar" (med Flo Rida)
- 2008 – "Still in Love" (med Sean Kingston)